# تپه قخ بولاغ ۱
تپه قخ بولاغ ۱ مربوط به هزاره دوم و اول قبل از میلاد - دوره اشکانیان - دوره ساسانیان است و در شهرستان مراغه، بخش مرکزی، دهستان سراجوی شمالی، ۱/۲ کیلومتری روستتای گل تپه واقع شده و این اثر در تاریخ ۲۷ اسفند ۱۳۸۶ با شمارهٔ ثبت ۲۲۷۳۴ به‌عنوان یکی از آثار ملی ایران به ثبت رسیده است.